# 王富中
王富中（1932年5月—2025年2月11日），河北藁城人。中华人民共和国政治人物。
1950年12月参加工作，同年6月加入中国共产党。1951年7月起在公安部工作。1983年6月，任国家安全部人事局副局长、局长。1991年9月，任国家安全部党委委员、副部长，后担任党委委员、纪委书记。1992年10月，在中国共产党第十四次全国代表大会上当选为中国共产党中央纪律检查委员会委员。2025年2月11日在北京病故。